# Hermann Grube
Hermann Grube (* 10. Oktober 1637 in Lübeck; † vor dem 12. Februar 1698 in Hadersleben) war ein deutscher Arzt.

## Familie
Hermann Grube war ein Sohn des Lübecker Schusters Joachim Grube († 1650/55) und dessen Ehefrau Anna, geborene Hudemann († nach 1666), deren Vater Hermann Hudemann als Kaufmann in Neustadt arbeitete.
Grube selbst heiratete am 19. Juni 1677 Beata Catharina Baldow, deren Vater Johannes Baldow (um 1602–1662) Theologe, Professor für Hebräisch und ab 1642 Superintendent in Nienburg war. Das Ehepaar hatte zwei Töchter und drei Söhne, darunter Johann Gerhard, der als Arzt in Kopenhagen und ab 1717 in Christiania wirkte.

## Leben und Wirken als Arzt
Grube erhielt eine Schulbildung am Katharineum zu Lübeck. Vermutlich aufgrund des frühen Todes seines Vaters trat er 1652 als Vierzehnjähriger eine Stelle als Hauslehrer und Erzieher der beiden jüngsten Söhne Gottschalk von Wickedes an. Gemeinsam mit Gottschalks Sohn Alexander zog er 1655 nach Bremen, wo Alexander das Gymnasium illustre besuchte. 1656 schrieb Grube sich selbst für den Schulbesuch ein. Aufgrund einer Seuche kamen beide kurze Zeit später nach Lübeck zurück. Danach besuchte Hermann Grube gemeinsam mit seinem jüngeren Bruder ein Gymnasium in Hannover. Alexander von Wickede studierte stattdessen in Helmstedt und drängte seinen Vater, Hermann Grube ebenfalls dorthin zu schicken. Der Bürgermeister Gottschalk von Wickede kam diesem Wunsch ein halbes Jahr später nach. Als Hofmeister von Wickedes immatrikulierte sich Hermann Grube im Jahr 1657 an der Helmstedter Universität. Kurze Zeit zuvor hatte sich dort der Jurastudent Hans Georg Pellicer eingeschrieben, mit dem Grube vermutlich das Lübecker Katharineum besucht hatte. Pellicer arbeitete später als Sekretär des Lübecker Domkapitels und verfasste Ehrengedichte über Grubes Bücher.
Bereits während der Zeit in Bremen hatte Grube gesagt, Medizin studieren zu wollen. Ein solches Studium nahm mehr Zeit als andere Studiengänge in Anspruch. Grundsätzlich kam ein Auslandsaufenthalt an anderen Universitäten hinzu. Aus diesen Gründen war das Studium für Kinder ohne reiche Eltern nur möglich, wenn sie viele Jahre als Hauslehrer und Hofmeister arbeiten wollten und eine entsprechende Stelle fanden. Der Umzug von Helmstedt nach Hannover dürfte daher Grube sehr entgegengekommen sein, da er nun Medizin studieren konnte. Zu seinen Lehrern gehörte Hermann Conring.
1659 arbeitete Grube als Erzieher der Söhne des Kieler Arztes Matthias Clausen. Dieser hatte eine umfangreiche Bibliothek, in der sich Grube weiterbildete. 1661 ging er zurück nach Lübeck und bekam eine Stelle als Hauslehrer des Juristen Andreas Bilderbeck. Zusammen mit Bilderbeck besuchte er ab 1663 die Universität Jena und studierte erneut Medizin. Hier erhielt er als Magister eine Lehrberechtigung. In Jena leitete er mehrere Disputationen über naturphilosophische Themen. Bei einer der 1664 gedruckten Werke fungierte der gebürtige Lübecker Theologiestudent Franz Wörger als Respondent.
1666 setzte Grube das Studium an der Universität Leiden fort. Er musste nun erstmals nicht mehr als Hofmeister eines reichen Studenten arbeiten. Sein Lehrer war Franciscus Sylvius, bei dem er im selben Jahr zum Dr. med. promoviert wurde. Anschließend arbeitete er kurzzeitig als niedergelassener Arzt in Kiel. Mit der Disputation „De venensis non venis“ bekam er die Lehrerlaubnis der Medizinischen Fakultät der Kieler Universität. 1667 folgte er einem Ruf des Amtmanns Cai von Ahlefeld als Arzt nach Hadersleben. 1675 zog er, vermutlich finanziell begründet, nach Flensburg. Ein Jahr später berief ihn der neue Amtmann Conrad Reventlow erneut an seinen alten Wirkungsort. In Hadersleben arbeitete Hermann Grube, ab 1682 als Stadt- und Amtsphysikus, bis zum Lebensende. Seine an Reventlow gerichteten Briefe zeigen wiederholt, dass die Privatpraxis nicht viel einbrachte und es Probleme gab, sein Gehalt als Physicus, das er aus vielen Quellen bezog, zu erhalten.
Da Grube oftmals Patienten an anderen Orten im Herzogtum Schleswig und in Jütland besuchte, muss er offensichtlich ein sehr angesehener Mediziner gewesen sein. Er war auch wiederholt in Kopenhagen und pflegte Kontakte zur dortigen Universität und zu anderen am Hof beschäftigten Medizinern.

## Wirken als Gelehrter
Grube war aufgrund seiner Publikationen ein bekannter Gelehrter. Der Anatom Thomas Bartholin urteilte über Grubes Untersuchungen des Zitronenbaumes unter botanischen und medizinischen Gesichtspunkten aus dem Jahr 1668, dass er das Werk mit großem Vergnügen („cum volptate“) studiert habe. Bartholin schrieb Briefe an Grube, die dieser in zwei seiner eigenen Werke einfügte. Für Grubes 1669 erschienenes Buch über die äußeren Zeichen, an denen die medizinischen Eigenschaften von natürlichen Heilpflanzen zu erkennen sind, verfasste Bartholin eine Epistel. Darin beschrieb er, wie von anderen übernommene Medikamente zu erkennen seien.
Für Grubes Buch über die in Wirklichkeit gar nicht geheimen Arkana der Ärzte (1673) erstellte Bartholin die 80 Seiten umfassende, mit eigenem Titelblatt gestaltete „De transplantatione morborum dissertatio epistolica“. Thomas Bartholin schrieb darin, dass eine „Sympathie“ zwischen dem Körper und dessen Umgebung existiere, die durch „Transplantation“ einer Krankheit von einer Person auf Tiere oder leblose Gegenstände „sympathische Kuren“ ermögliche. Grube wollte mit seinem Buch Kollegen von dem Glauben an geheime Kräfte („qualitates occultae“) von Medikamenten und Kuren abhalten. Darüber hinaus hatte er die Absicht, neue Erkenntnisse der Wissenschaft darzustellen, die aus Sicht der herkömmlichen Medizin nicht denkbar schienen. Im ersten Teil des Buches schrieb er über die Theorie der „transplantio morborum“, die er als absurd bezeichnete; ihr zugerechnete erfolgreiche Kuren seien „sehr suspekt“.
Grube würdigte in seinem Buch von 1673 William Harvey und dessen Erkenntnisse über den Blutkreislauf. Auch für Batholins Berichte über Chylus- und Lymphgefäße fand er lobende Worte. Dass er mit seiner Kritik an der Theorie der Kuren Bartholins Beigabe zu seinem eigenen Werk kritisierte, dürfte der Grund gewesen sein, warum er sich erneut mit der Thematik möglicher „Transplantationen“ beschäftigte. Diese Schrift mit dem Titel De transplantatione morborum analysis nova erschien 1674. Darin deutete er die wiederholt nicht nur von Bartholin vorgelegten Erfolgsnachweise der „sympathischen Kuren“ als natürlich begründet. Dabei formulierte er zurückhaltend und bezeichnete Bartholin als „den Unvergleichlichen“, hielt aber inhaltlich an seiner Kritik fest. Er entschied aber vermutlich bewusst, das Werk in Hamburg und nicht wie sonst in Kopenhagen verlegen zu lassen, wo Bartholin ein bedeutender Wissenschaftler war.

## Ehrungen
Aufgrund seiner Errungenschaften und überregionalen Bekanntheit als Gelehrter wurde Grube am 15. September 1685 (Matrikel-Nr. 144) mit dem Beinamen „Palamedes“ zum Mitglied der Academia Naturae Curiosorum gewählt.